# هوبير ليوتي
هوبير ليوتي (بالفرنسية: Hubert Lyautey) (17 نوفمبر 1854 في نانسي - 27 يوليو 1934 في ثوري) جنرال فرنسي وأول مقيم عام للمغرب بعد الحماية الفرنسية على المغرب من 1912 حتى 1925، ومنذ سنة 1921 أصبح مارشال فرنسا.
خدم كضابط خيالة خلال الحروب الاستعمارية، وخاصة تحت قيادة جوزيف غالياني في تونكين (1894-1897) ومدغشقر (1897-1902). هناك، تبنى سياسة "التحالف" التي طبقها لاحقًا في مهام أخرى. برتبة جنرال، خدم في الجزائر (1903-1910)، حيث كان مكلفًا بتهدئة المنطقة الحدودية بين الجزائر والمغرب. بعد معاهدة فاس في مارس 1912، أصبح أول مقيم عام في الحماية الفرنسية بالمغرب. وضع سياسة تعاون مع النخب الدينية والمدنية. حصل على وسام الصليب الأكبر من جوقة الشرف في 1913، وتم رفعه إلى درجة مارشال فرنسا في 1921. وبسبب خلافه مع الجبهة اليسارية بشأن حرب الريف، استقال من منصبه في 1925. من 1927 إلى 1931، نظم المعرض الاستعماري الدولي في فينسين.
شغل منصب وزير الحرب لفترة قصيرة أثناء الحرب العالمية الأولى، من ديسمبر 1916 إلى مارس 1917. كما كان أكاديميًا، تم انتخابه في 1912 وأُستقبل في الأكاديمية الفرنسية في 1920. وكان أيضًا رئيس شرفي للاتحادات الثلاثة للكشافة الفرنسية.
توفي ليوتي في 21 يوليوز 1934 ودُفن في المغرب قبل أن تتم إعادة دفنه في ليزانفاليد بباريس عام 1961.

## وصلات خارجية
- هوبير ليوطي على موقع الموسوعة البريطانية (الإنجليزية)